# سیارک ۲۲۲۵۰
سیارک ۲۲۲۵۰ (به انگلیسی: 22250 Konstfrolov، نامگذاری:1978RD2) بیست و دو هزار و دویست و پنجاهمین سیارک کشف شده‌است که در ۷ سپتامبر ۱۹۷۸ کشف شد.
قدر مطلق سیارک برابر ۱۸.۶ است.